# Folkomröstningen om en ny konstitution i Chile 2020

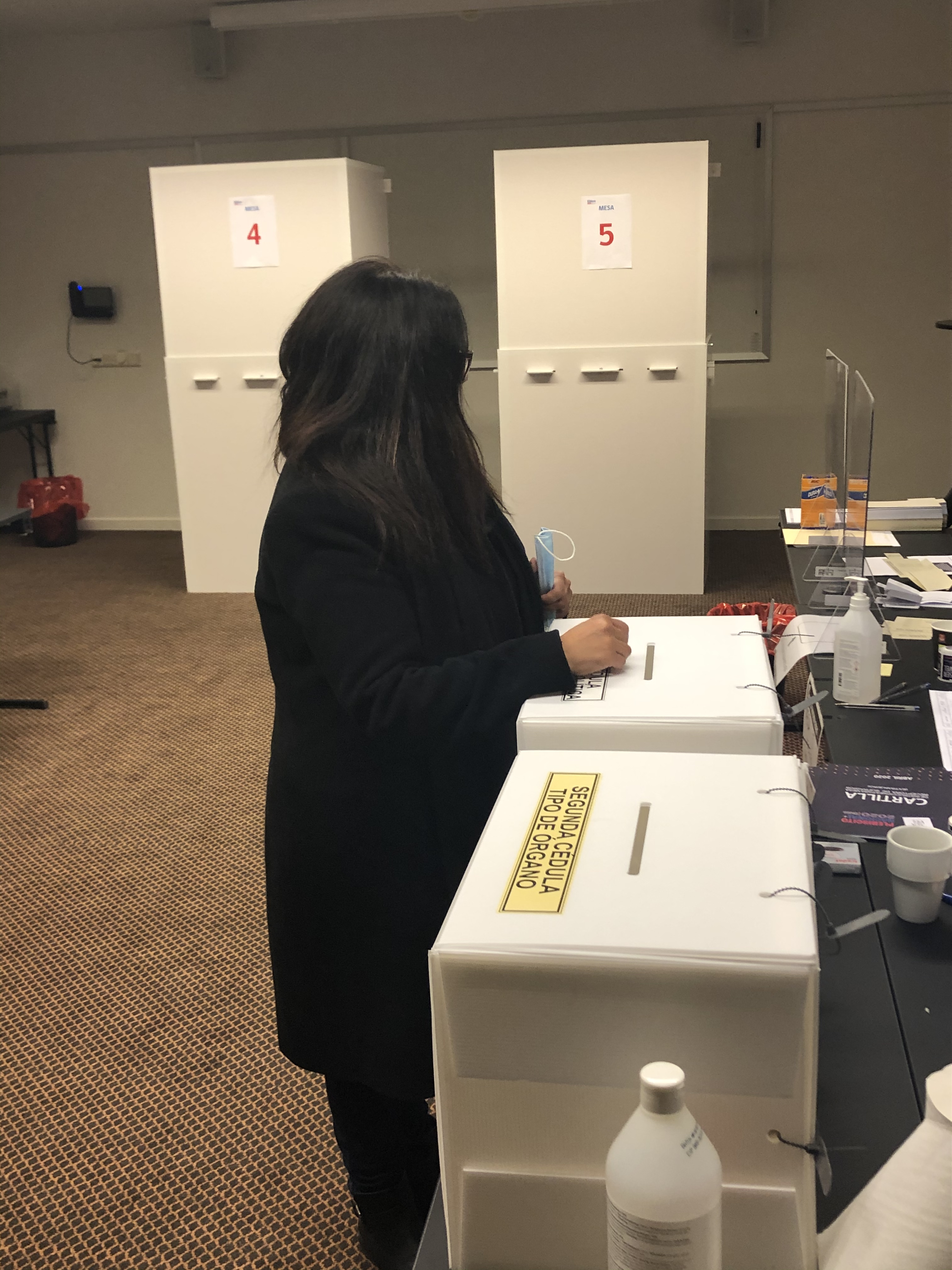
Folkomröstningen om en ny konstitution i Chile 2020, vallokalen i Stockholm.

Folkomröstningen om en ny konstitution i Chile 2020, sp. Plebiscito nacional de Chile de 2020, var en folkomröstning den 25 oktober om landet skulle byta ut sin konstitution skriven under militärdiktaturen 1980, eller inte.

## Upptakt
Den 18 oktober 2018 bröt det ut protester i Chile på grund av de sociala orättvisorna i landet. Protesterna fortsatte tills de stoppades av karantänlagar på grund av coronapandemin. President Sebastian Piñera tvingades dock gå med på en folkomröstning om en ny konstitution. Den skulle hållas i april 2020, men sköts fram till 25 oktober på grund av pandemin, vilket krävde en konstitutionell reform för att få göras.

## Omröstningen

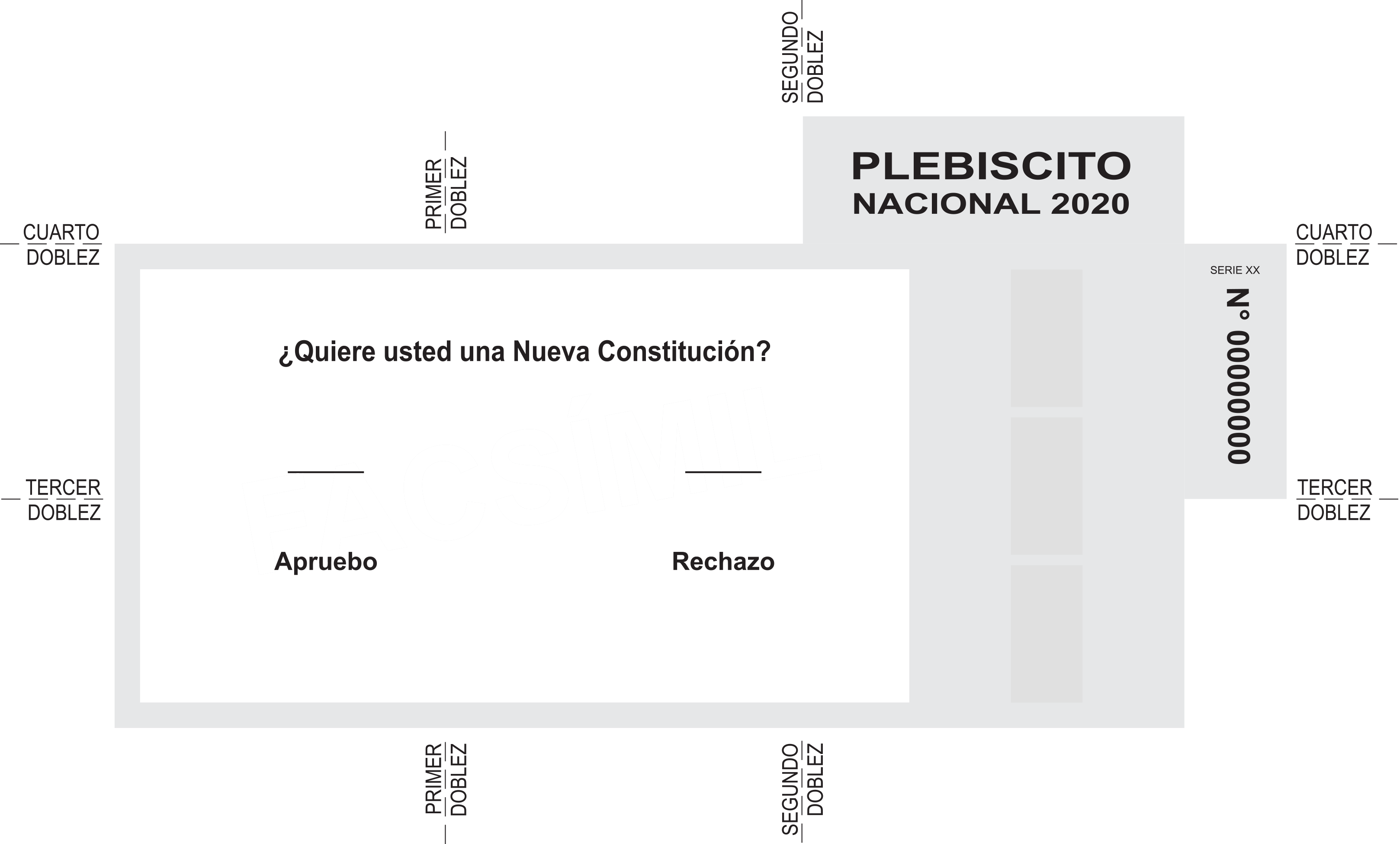
Valsedel 1: Vill du ha en ny konstitution "Apruebo" (Ja) eller "Rechazo" (nej).

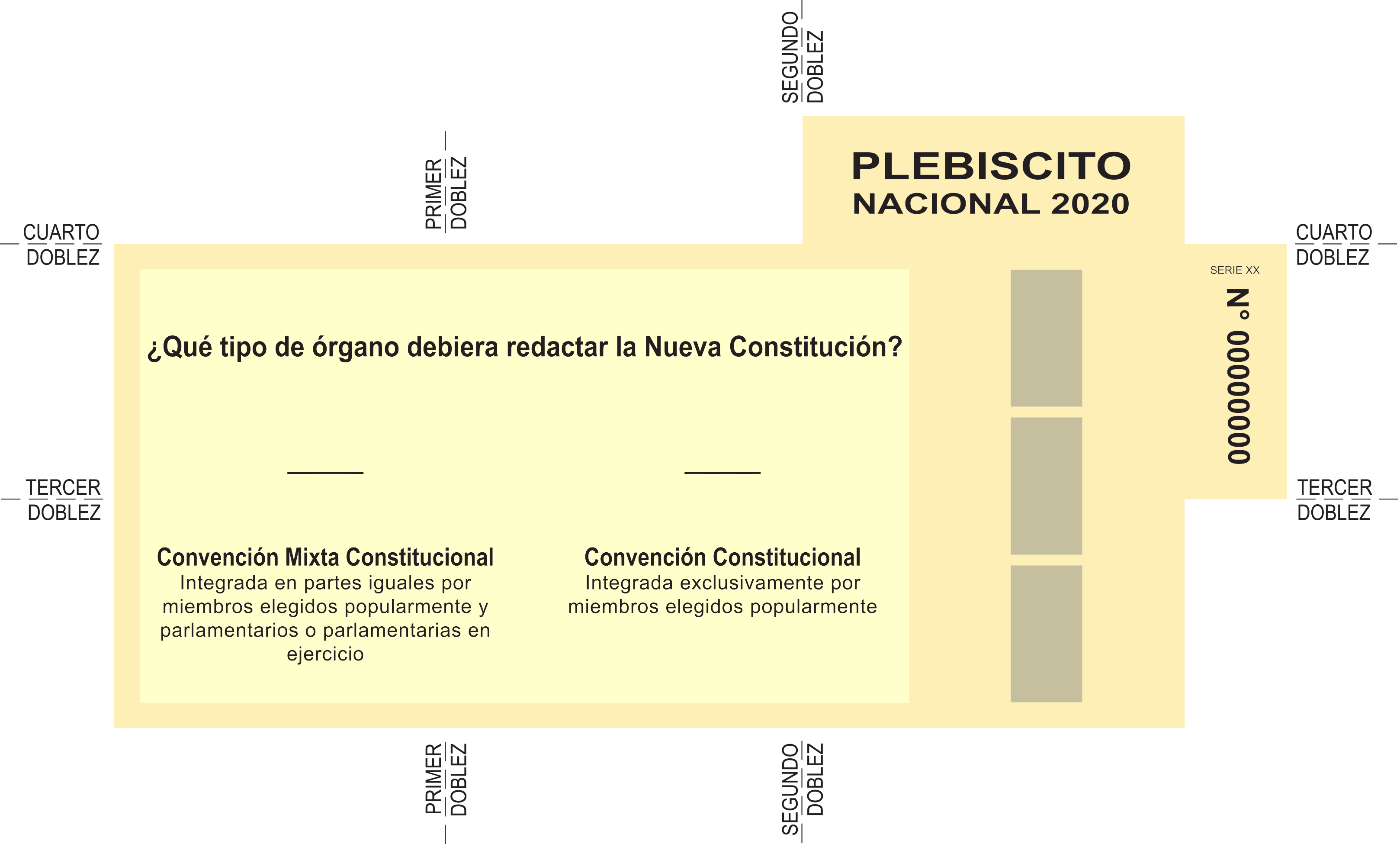
Valsedel 2: "Vill du att de nuvarande parlamentarikerna skall utforma en ny konstitution" (vänster), eller "Vill du att nyvalda folklirepresentanter skall utforma en ny konstitution" (höger)

Omröstningen skedde den 25 oktober 2020, och bestod av två steg. Första var om man ville ha en ny konstitution eller inte. Om det blir ett ja, så går man efter valsedel 2 där man väljer vilka som skall utforma den nya konstitutionen: De nuvarande parlamentarikerna eller en nyvald grupp utifrån ett val till en församling som skall utforma konstitutionen.
Cirka 14,8 miljoner chilenare var röstberättigade i valet, varav cirka 58 000 är exilchilenare. För att underlätta för väljare och valarbetare tog regeringen bort reserestriktioner inför valet så att man kunde åka till sin egen vallokal. Det man var tvungen att ha med sig var id-kort och hälsopass, att man inte var smittad av Covid.

## Resultat
På fråga ett, om man vill ha en ny konstitution blev resultatet: 77,90% för och 22,10% mot.
På fråga två blev resultatet 78,98% för att nyvalda folkrepresentanter skall utforma en ny konstitution, mot 21,02% för att parlamentarikerna skall utforma en ny konstitution.
Av de röstberättigade var det 53,95% som röstade.
President Piñera godkänner resultatet och säger i ett uttalande: "Denna folkomröstning är inte slutet, det är början på en väg som vi måste gå tillsammans för att komma överens om en ny konstitution för Chile."